# جيمي الاس
جيمي الاس (بالإسبانية: Jaime Alas)‏ (30 يوليو 1989 بسان سلفادور في السلفادور - ) هو لاعب كرة قدم سلفادوري في مركز الوسط. شارك مع منتخب السلفادور لكرة القدم. أما مع النوادي، فقد لعب مع ريفر بليت وسان خوسيه إيرثكويكس ونادي روسنبورغ وأتلاتيكو إيرابواتو وميونيسيبال ونادي سانتانيكوس أسوشيتد وBallenas Galeana Morelos ‏ ونادي لويس أنخيل فيربو.

## وصلات خارجية
- جيمي الاس على موقع الاتحاد الدولي (مؤرشف)  (الإنجليزية)
- جيمي الاس على موقع الدوري الأمريكي (الإنجليزية)
- جيمي الاس على موقع قاعدة بيانات كرة القدم.إي يو (الإنجليزية)
- جيمي الاس على موقع ناشيونال فوتبول تيمز (الإنجليزية)
- جيمي الاس على موقع Soccerway.com (الإنجليزية)
- جيمي الاس على موقع AS.com (الإسبانية)